# Live at the Key Club (Cinderella)
Live at the Key Club è un album dal vivo del gruppo musicale statunitense Cinderella, pubblicato il 20 luglio 1999 dalla Cleopatra Records.

## Tracce
Tutte le canzoni sono state composte da Tom Keifer, ad eccezione di Hot and Bothered composta da Tom Keifer ed Eric Brittingham.
1. The More Things Change – 4:29
2. Push, Push – 2:36
3. Hot and Bothered – 5:27
4. Shelter Me – 4:54
5. Night Songs – 5:07
6. Somebody Save Me – 3:20
7. Heartbreak Station – 5:22
8. The Last Mile – 3:13
9. Coming Home – 5:29
10. Fallin' Apart at the Seams – 4:00
11. Drums Solo – 3:50
12. The Jam  – 3:09
13. Don't Know What You Got (Till It's Gone) – 4:33
14. Nobody's Fool  – 5:04
15. Gypsy Road – 5:02
16. Shake Me – 4:39

### Riedizioni
Inspiegabilmente, l'album originale del 1999 è stato negli anni pubblicato più volte da diverse etichette discografiche sotto titoli diversi, tutte con un'unica copertina radicalmente diversa rispetto a quella originale. Un paio di queste riedizioni sono:
2004 – Live From Gypsy Road su Axe Killer Records

2009 – In Concert su Dead Line Music / Cleopatra Records

2009 – Live from the Gypsy Road – In Concert: Remastered Edition! su Dead Line Music / Cleopatra Records con in allegato un DVD della performance dal vivo.

2011 – Caught in the Act su Mausoleum Records con in allegato un DVD che mostra un concerto tenuto dal gruppo a Detroit, in Michigan, nel 1991.

2014 – Stripped su Collectors Dream Records / Massacre Records con la stessa lista tracce ma in ordine differente, più 2 tracce bonus prese da un concerto del 1991: Sick for the Cure e Make Your Own Way.

## Formazione
- Tom Keifer – voce, chitarra ritmica, pianoforte
- Jeff LaBar – chitarra solista
- Eric Brittingham – basso
- Fred Coury – batteria, cori